# Centrale nucléaire de Montalto di Castro
La centrale nucléaire de Montalto di Castro devait être installée à Montalto di Castro dans la province de Viterbe de la région du Latium en Italie. 
Cette centrale devait être constituée de deux réacteurs BWR de 982 MWe. Ils étaient presque achevés lorsque le gouvernement italien décida d'arrêter les travaux, à la suite du référendum de 1987 sur l'arrêt de l'utilisation de l'industrie nucléaire.